# 互联网外百老汇数据库
互联网外百老汇数据库（英語：Internet Off-Broadway Database，简称）， 旧称Lortel Archives，是一个对外百老汇演出的戏剧作品进行编目的在线数据库。

## 历史
互联网外百老汇数据库由非营利性组织Lucille Lortel基金会资助和开发，该基金会以女演员和戏剧制作人Lucille Lortel的名字命名。